# Ratswaage Quedlinburg

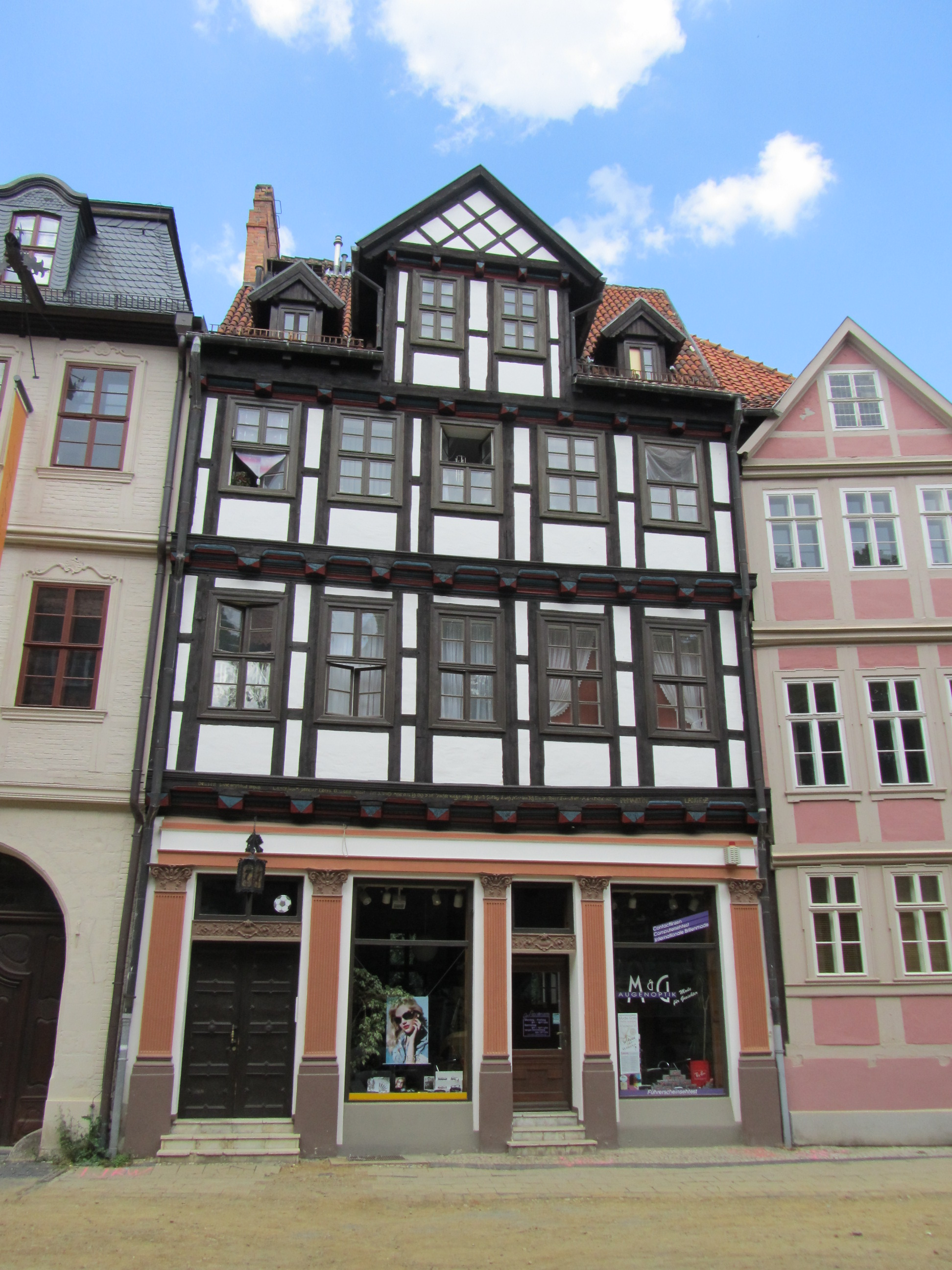
Haus Kornmarkt 7

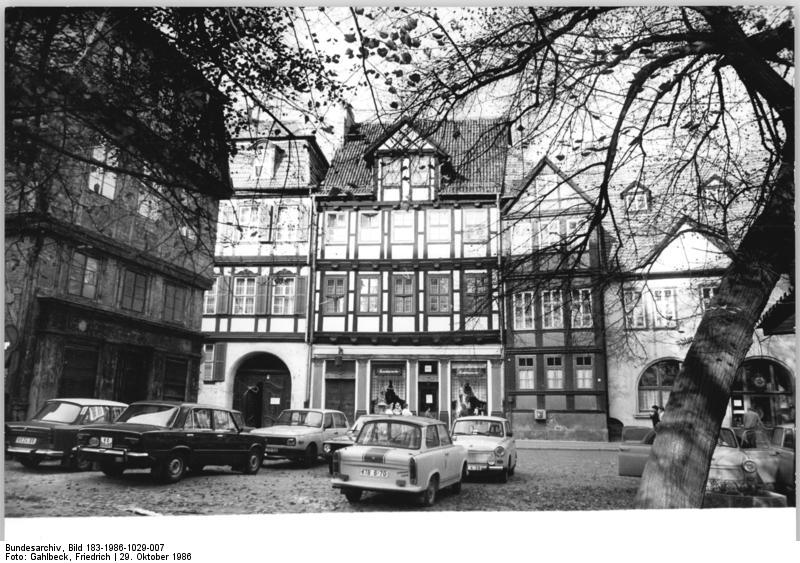
Blick auf den Kornmarkt 7 im Jahr 1986

Die Ratswaage ist ein denkmalgeschütztes Gebäude in der Stadt Quedlinburg in Sachsen-Anhalt.

## Lage
Es befindet sich nördlich des Marktplatzes der Stadt an der Adresse Kornmarkt 7 und gehört zum UNESCO-Weltkulturerbe. Im Quedlinburger Denkmalverzeichnis ist es als Kaufmannshof eingetragen.

## Architektur und Geschichte
Das dreigeschossige Fachwerkhaus entstand nach einer Bauinschrift an der Stockschwelle des ersten Obergeschosses im Jahr 1690 an der Stelle der ehemaligen Ratswaage. Die ehemalige Ratswaage war 1483 erstmals urkundlich erwähnt und 1562 neu errichtet worden. Bis 1850 wurde das heutige Gebäude als Ratswaage genutzt. Im Erdgeschoss befand sich die Wohnstube des Wiegemeisters und die Wiegehalle. Baumeister war der Zimmermeister Martin Lange. Auf ihn verweist die mit Wappen und Beil verzierte Inschrift M. MARTIN LANGE. Z. Die symmetrische fünfachsige Fachwerkfassade zeigt an den Stockschwellen typische Verzierungen. Über der mittleren Achse erhebt sich ein Zwerchhaus. Auf Unterzügen im Erdgeschoss finden sich die Namen der städtischen Bauherren C. Michael Lüntzel und C. Röttiger Mettgau, die vom Rat als Aediles mit der Beaufsichtigung des Neubaus beauftragt waren, sowie die Namen der Ratsmitglieder Eckhardus Salfeldt und Johann Andreas Laeder.
Das Fachwerk wurde im späten 18. oder frühen 19. Jahrhundert umgebaut. Die Position der Ständer wurde dabei verändert. Es entstand ein Ständerrhythmus aus schmalen Wand- und breiten Fensterfeldern. Es wurden dünnere Ständer genutzt und die Brüstungen der Fenster nach unten versetzt. Vorstehende Fachwerkteile wurden dabei, dem Geschmack der Zeit entsprechend, entfernt. Die Fassade wurde dann verputzt. Es erfolgte eine Gliederung durch den Einsatz von Gesimsen.
Im 19. Jahrhundert entstand im Erdgeschoss eine Ladenfassade in klassizistischem Stil. Auch Haustür und Treppenhaus stammen aus dem 19. Jahrhundert.
Durch schadhafte Fallrohre fiel in den 1970er Jahren Putz ab und legte das Fachwerk und insbesondere das Schmuckfachwerk des 17. Jahrhunderts aber auch Holzschäden frei. 1975 legte die staatliche Bauaufsicht Quedlinburgs ein Gutachten zum Gebäudezustand vor. Das Gutachten kam zum Schluss, dass der Zustand so schlecht sei, dass ein Abriss bis zum Erdgeschoss und anschließender Neuaufbau nötig sei. Das Gutachten wurde von polnischen Fachleuten der Staatlichen Werkstätten für Denkmalpflege Polens (Pracownie Konserwacji Zabytków, PKZ) bestätigt. Entsprechend der Aussage des Gutachtens wurde daher ein Neubau mit vorgeblendeter, hölzerner Fassade im Fachwerkstil geplant. In einer Stellungnahme bezweifelte das Institut für Denkmalpflege das Gutachten und gab die Empfehlung die Aussage durch einen in der Denkmalpflege erfahrenen Statiker überprüfen zulassen. Der Empfehlung wurde jedoch nicht gefolgt.
1978 begannen dann die Arbeiten durch die PKZ, Betriebsteil Thorn. Bei der Entkernung wurde festgestellt, dass sich das Fachwerk, abgesehen von Bereichen hinter den Fallrohren, in einem guten Zustand befand und nur wenige Reparaturen erforderlich waren. Trotzdem erfolgte eine weitgehend in massiver Bauweise vorgenommene Erneuerung des Hauses, da die Mitarbeiter des polnischen PKZ vertragsgemäß beschäftigt werden sollten und kein anderes Projekt vorbereitet war. So kam es unnötigerweise zu Verlusten an historischer Bausubstanz. Inoffiziell konnte jedoch mit dem Bauleiter vor Ort der Erhalt der originalen historischen Fassade und ihre Verankerung am Neubau vereinbart werden. Überlegungen die Fassade auf den ursprünglichen Zustand von 1690, mit Ständerreihung, durchgehendem Brüstungsholz, Ziegelausfachungen und Ladetüren zurückzubauen, schieden auf Grund der Probleme auf der Baustelle, aber auch der ungenügenden Bauforschung aus.